# Matthew Birir
Matthew Kiprotich Birir (Eldama Ravine, 2 de julho de 1972) é um ex-atleta queniano, campeão olímpico dos 3000 metros com obstáculos.
Começou a correr enquanto cursava a St. Patrick's High School, em Iten, na Província do Vale do Rift, de onde saíram vários corredores famosos do Quênia. Em 1990, aos 18 anos, foi campeão mundial júnior da prova no Campeonato Mundial de Atletismo Júnior realizado em Plovdiv, na Bulgária. Em Barcelona 1992, com apenas 20 anos, tornou-se campeão olímpico (terceira vitória consecutiva do Quênia na modalidade, após Julius Korir e Julius Kariuki).
Sua melhor marca pessoal na distância foi conquistada em 1995 – 8:08.12 – em Roma, Itália.